# Rosalie Poe
Pour les articles homonymes, voir Poe.
Rosalie Mackenzie Poe, née le 20 décembre 1810 à Norfolk, en Virginie, morte le 21 juillet 1874 à Washington, est la sœur de William Henry et Edgar Allan Poe.

## Biographie
Rosalie est la fille de deux comédiens, David Poe Jr. (1784-1811) et Elizabeth Arnold (1787-1811). Quelques mois avant sa naissance, son père fugue du foyer conjugal ; il semble qu'il soit mort peu après. Lors d'une tournée dans le Sud, Elizabeth met au monde une fille à Norfolk. En 1811, elle laisse son fils aîné, William Henry (1807-1831) à ses grands-parents paternels, David Poe Sr. (1742 ou 1743-1816) et Elizabeth Cairnes Poe (1759-1835), tandis qu'elle emmène ses deux plus jeunes enfants avec elle à Richmond (Virginie). Malade (peut-être atteinte de pneumonie), elle meurt le 8 décembre 1811. Edgar est confié aux soins de John et Frances Allan. Rosalie, elle, est adoptée par M. et Mme William Mackenzie.
En 1824, dans une lettre à William Henry, John Allan prétendit que Rosalie n'était que la demi-sœur des deux garçons, afin de salir la mémoire de leur mère. Certains auteurs ont essayé de vérifier cette hypothèse et ont même prétendu, d'une part, que John Howard Payne, avec qui Elizabeth Arnold jouait, serait le père, sans pouvoir rien prouver. Elle va à l'école chez sa tante Jane Mackenzie, à Richmond. À douze ans, elle est victime d'une maladie (peut-être une méningite) qui la laisse attardée mentale et physique. Pour cette raison, elle est placée sous tutelle jusqu'à la fin de sa vie. Elle et Edgar semblent avoir conservé des liens, durant leur jeunesse, Edgar se rendant chez les Mackenzie. Il n'est nulle part fait mention que Rosalie ait été présente lors de l'enterrement d'Edgar, en octobre 1849, ni qu'elle en ait entendu parler.
Après la guerre de Sécession, les Mackenzie sont ruinés, et Rosalie quitte leur foyer, pour ne pas leur être à charge. Pendant quelques années, elle aurait survécu en vendant dans les rues de Richmond et de Baltimore des reproductions de daguerréotypes de son frère Edgar. En 1870, elle est placée dans un foyer pour indigents, à Washington, où elle meurt quatre ans plus tard.